# Medetera galapagensis
Medetera galapagensis är en tvåvingeart som beskrevs av Daniel J. Bickel och Sinclair 1997. Medetera galapagensis ingår i släktet Medetera och familjen styltflugor. Inga underarter finns listade i Catalogue of Life.